# Hébertville
Ne doit pas être confondu avec Héberville ou Herbertville.
Hébertville est une municipalité du Québec, située dans la MRC de Lac-Saint-Jean-Est, dans la région administrative du Saguenay–Lac-Saint-Jean. Elle constitue la plus vieille municipalité du comté ainsi que la paroisse la plus ancienne. La municipalité est membre de la Fédération des Villages-relais du Québec.

## Toponymie
Elle est nommée en l'honneur de l'abbé Nicolas-Tolentin Hébert (1810-1890), âme dirigeante de l'Association des comtés de L'Islet et de Kamouraska pour coloniser le Saguenay. « Ce prêtre, ancien curé de Saint-Pascal-de-Kamouraska (1840) et de Kamouraska (1852-1888), était à la tête des premiers colons qui se sont installés, en 1849, sur le site d'Hébertville, dans le canton de La Barre ».

## Histoire

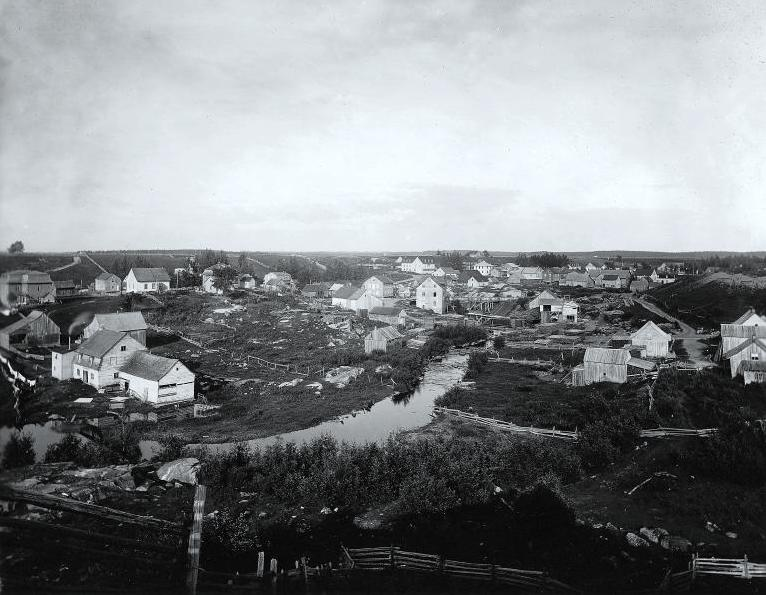
Hébertville, vers 1906.

C'est en 1849 que fut fondée la municipalité d'Hébertville. Première à être colonisée au Lac-Saint-Jean, cette municipalité offrait l'assise du développement futur par sa chute des Aulnaies, située en plein cœur du village.
C'est à cet endroit que se sont établis les moulins à scie et à farine nécessaires à la survie des premiers colons.

### Chronologie municipale
- 4 mars 1849 : Érection de la municipalité de Hébertville.
- 16 mars 1881 : Érection du village de Notre-Dame d'Hebertville de la scission de la municipalité.
- 15 mars 1969 : Le village de Notre-Dame d'Hebertville devient le village de Notre-Dame-d'Hébertville.
- 16 décembre 1972 : Annexion du village de Notre-Dame-d'Hébertville à la municipalité d'Hébertville.

## Géographie
Hébertville est au nord de la réserve faunique des Laurentides, à l'est de Lac-à-la-Croix et à l'ouest d'Hébertville-Station. Elle est traversée par la route 169 qui, au nord, fait une boucle autour du lac Saint-Jean. La Belle Rivière traverse la municipalité vers le nord où elle en délimite le nord-ouest. À partir du lac Kénogamichiche, dans le nord-est, la rivière des Aulnaies coule vers le nord-ouest jusqu'à sa confluence avec la Belle rivière.

## Démographie
| 1871  | 1881  | 1891  | 1901  | 1911  | 1921  | 1931  | 1941  |
| ----- | ----- | ----- | ----- | ----- | ----- | ----- | ----- |
| 3 177 | 2 501 | 2 396 | 2 560 | 2 343 | 2 090 | 2 465 | 2 678 |

| 1951  | 1956  | 1961  | 1966  | 1971  | 1976  | 1981  | 1986  |
| ----- | ----- | ----- | ----- | ----- | ----- | ----- | ----- |
| 2 968 | 3 169 | 3 249 | 2 936 | 2 914 | 2 559 | 2 515 | 2 452 |

| 1991  | 1996  | 2001  | 2006  | 2011  | 2016  | - | - |
| ----- | ----- | ----- | ----- | ----- | ----- | - | - |
| 2 400 | 2 438 | 2 425 | 2 421 | 2 441 | 2 542 | - | - |

## Administration
Les élections municipales se font en bloc et suivant un découpage de six districts.
| Hébertville Maires depuis 2003                                                                                       |                 |         |          |
| Élection | Maire           | Qualité | Résultat |
| 2003 | Léonard Côté    |         | Voir     |
| 2005 | Léonard Côté    | Voir    |          |
| 2009 | Martin Bergeron |         | Voir     |
| 2012 | Doris Lavoie    |         | Voir     |
| 2013 | Doris Lavoie    | Voir    |          |
| 2017 | Marc Richard    |         | Voir     |
| Élection partielle en italique Depuis 2005, les élections sont simultanées dans toutes les municipalités québécoises |                 |         |          |

## Culture
Le fondateur d’Hébertville Nicolas Tolentin Hébert est le fils du patriote de 1837 Jean-Baptiste Hébert. Celui-ci est député et membre du Parti canadien qui devient le Parti patriote en 1827. Il est emprisonné le 4 février 1838 en raison de sa participation à la rébellion. Ce patrimoine familial a une influence sur les prises de décision du curé Hébert concernant la protection du fait français et de la religion catholique mais c’est Bernard O’Reilly qui invitait les canadiens français à s’emparer de leur sol natal afin de conserver leur nationalité qui le convainc de coloniser le Lac-Saint-Jean. Pour ces raisons, le duo d’artistes Interaction Qui a implanté le Tacon-Site de la Francophonie à Hébertville en 2005. À cette occasion, une action performative dans le cadre de la Grande marche des Tacons Sites est réalisée autour des jeux de mots. Cet événement consacre Hébertville dépositaire du marqueur identitaire fondé sur la francophonie comme valeur culturelle de la région.

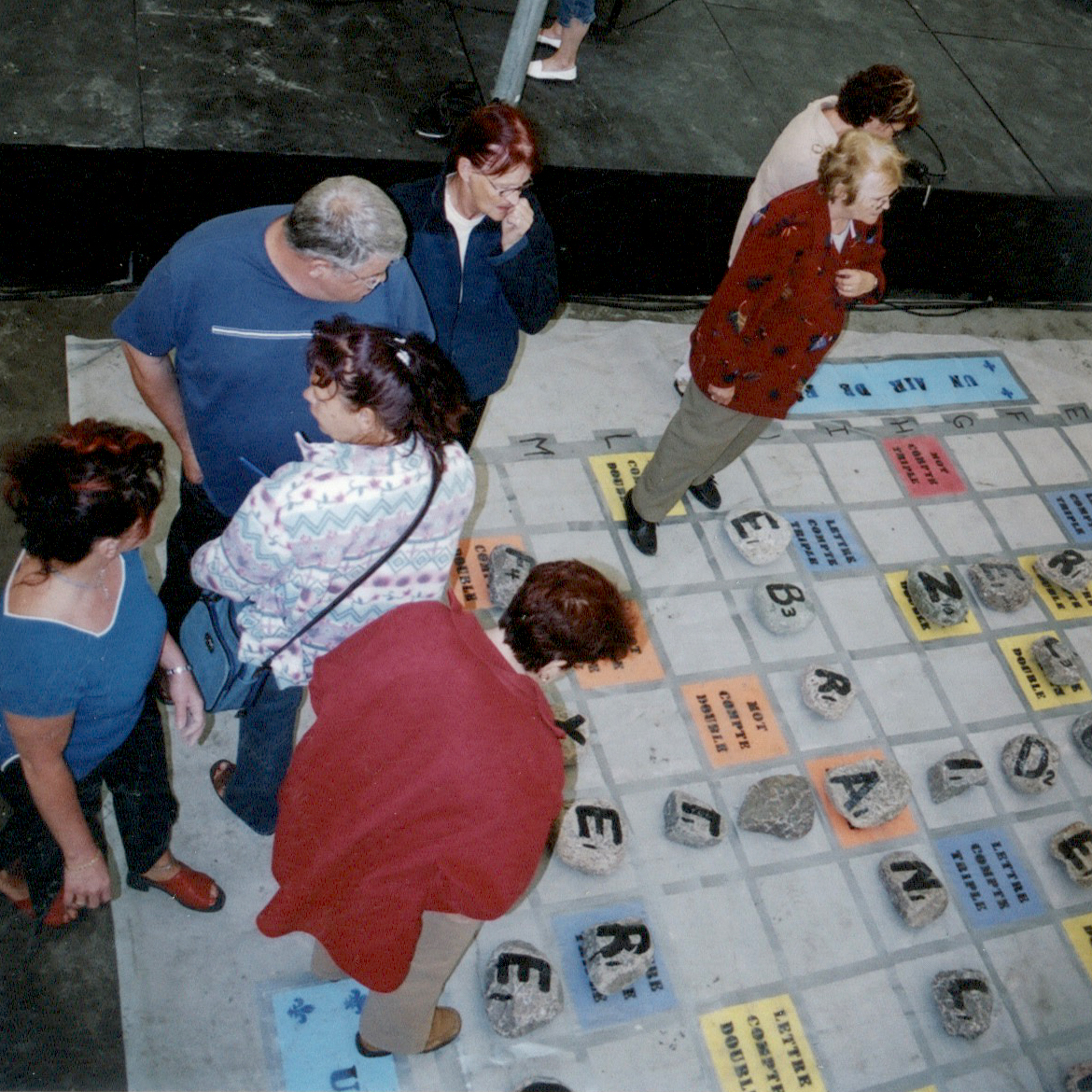
Action performative Jeu de mots.
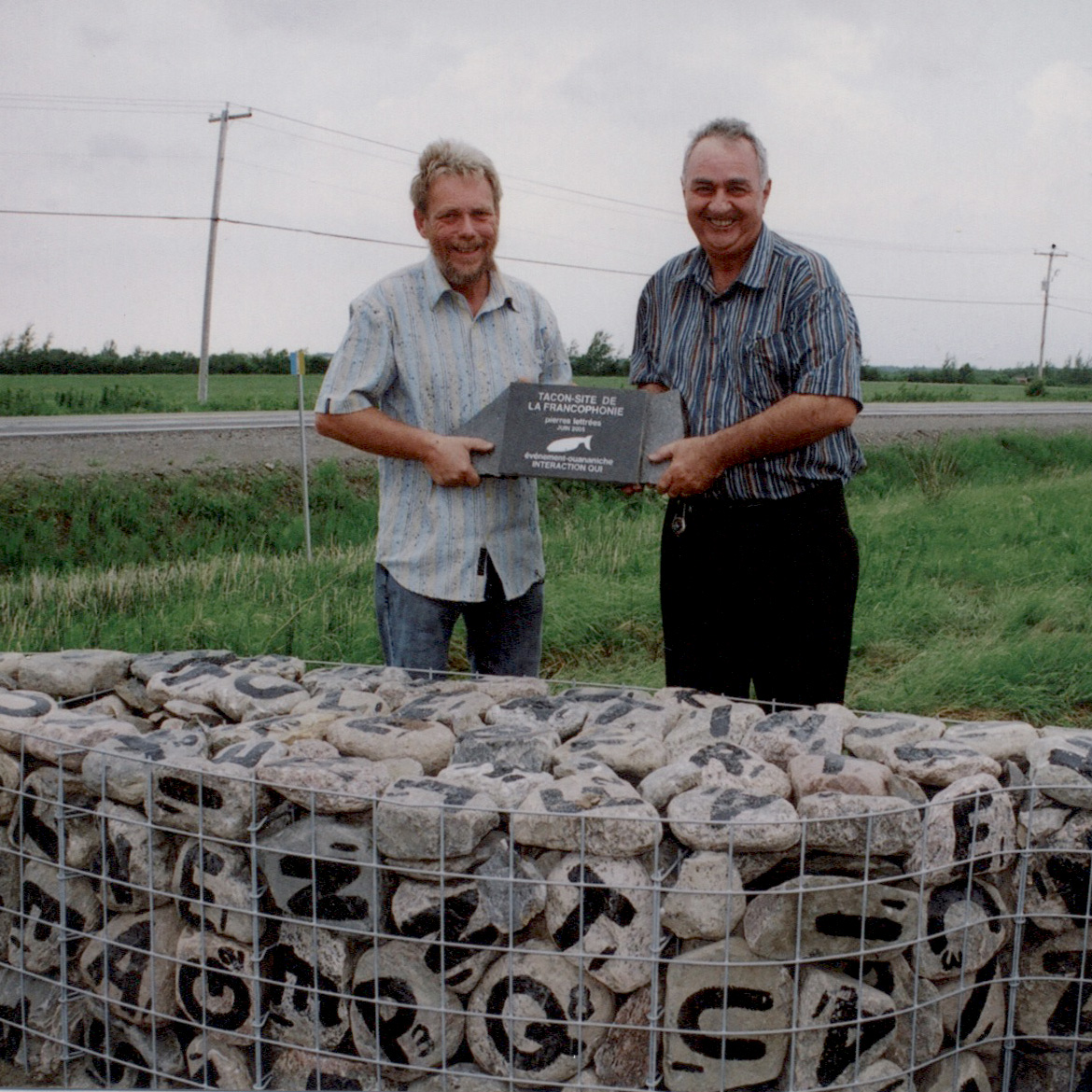
Tacon Site de la Francophonie.
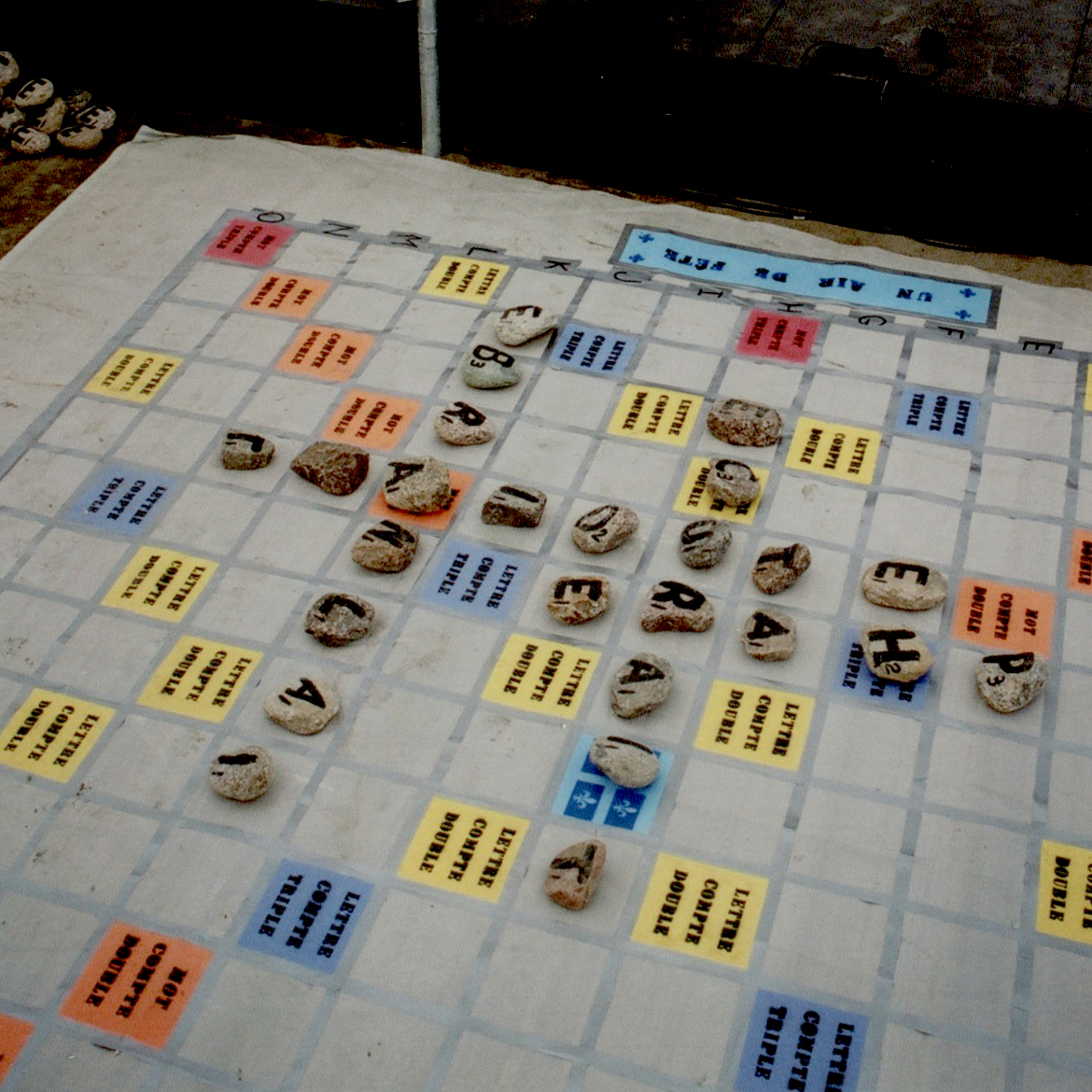
Jeux de Scrabble Pierres lettrées.

## Sport et loisirs
On trouve au sud-est du village le Mont Lac-Vert, station d'une dénivellation de 242 m aménagée pour le ski alpin, la planche à neige et la glissade en tube. On peut aussi y faire de la randonnée pédestre et de la descente à vélo.

## Galerie photos

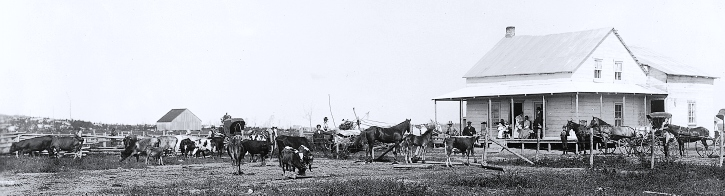
Ferme d'Eusèbe Simard, Hébertville, Lac-Saint-Jean, vers 1906.